# Ginette Roland
Ginette Roland est une physicienne belge.
Elle travaille pour le groupe de Marcel Migeotte, à l'université de Liège, et obtient son doctorat en 1965 pour son étude de divers problèmes liés à la spectroscopie par transformée de Fourier. 
En 1956, elle monte pour la première fois à l'observatoire du Sphinx au Jungfraujoch, en Suisse. À partir de 1958, le groupe de Marcel Migeotte installe dans ce laboratoire situé à 3 500 m d'altitude un spectrographe conçu à Liège dans le but d'analyser la composition chimique du soleil et de l'atmosphère terrestre.
En 2019, Ginette Roland, qui a plus de 80 ans et qui est officiellement à la retraite, continue de passer plusieurs semaines par année au Jungfraujoch pour mener ces expériences. Au total, elle a passé plus de 14 ans cumulés dans la station de recherche.